# Kenorlandia
Kenorlandia è il nome attribuito ad uno dei primi supercontinenti esistiti sulla Terra, tra 2,7 e 2,1 miliardi di anni fa.

## Introduzione
Si suppone che essa si sia formata durante l'eone Archeano, circa 2,7 miliardi di anni fa (2,7 Ga), dall'accrezione dei cratoni Neoarcheani e dalla formazione di una nuova crosta continentale.
La Kenorlandia comprendeva, tra l'altro, alcune parti che poi sarebbero state identificate con i nomi di Laurentia, (il nucleo di quello che oggi è il Nord America e la Groenlandia), Baltico (attuale Scandinavia e paesi baltici), Australia occidentale e Kalahari. 
La scoperta dell'esistenza di questo supercontinente si deve all'analisi stratigrafica di dicchi vulcanici e al loro orientamento paleomagnetico. Il nucleo della Kenorlandia si trovava presso lo scudo Fennoscandiano, le cui origini risalgono a 3,1 Ga. 
Il cratone Yilgarn, l'attuale Australia occidentale, presenta tracce di cristalli di zircone che fanno risalire l'età della crosta continentale a 4,4 Ga.

## Formazione
In base ad analisi approfondite, tra cui quella di Barley del 2005, il magmatismo sottomarino, iniziato 2,78 Ga, culminò con l'eruzione, intorno ai 2,72-2,70 Ga, di vaste zone di komatiiti prodotte da mantle plume (zampilli). Una forte attività idrotermale produsse una massiccia mineralizzazione vulcanica di solfuri e la formazione di depositi denominati Banded iron bed (BIF) in bacini ad arco vulcanico anossici. Al magmatismo da arco vulcanico e da mantle plume fece seguito la deformazione orogenica, l'impiantazione granitica (verso i 2,68 Ga), la stabilizzazione della litosfera continentale e la collisione con altri cratoni fino a formare la Kenorlandia. La sua formazione e la probabile collisione con i cratoni dello Zimbabwe e del Kaapvaal ai 2,6 Ga sono la prova che i cratoni del tardo Archeano cominciarono, in quel periodo, ad aggregarsi in continenti più grandi.
Un'altra importante considerazione scaturisce dal fatto che la presenza delle rocce granitico-nefritiche e delle cinture di gneiss nel cratone di Gawler, nell'Antardide, in India e in Cina fanno ipotizzare un secondo ciclo di movimenti tettonici convergenti e di collisioni di cratoni fra i 2,6 e i 2,42 Ga. Il cratone di Gawler presenta rocce vulcaniche femiche e felsiche che risalgono a 2,56-2,5 Ga (oltre alle komatiiti prodotte dai mantle plume 2,51 Ga), rocce metasedimentarie e rocce granitiche con le composizioni che sono tipiche del periodo archeano, a seguito della convergenza dei margini continentali.
L'India centrale e forse la Cina nord-orientale hanno storie simili dai 2,6 Ga che culminano con l'orogenesi tra i 2,5 e i 2,42 Ga, corrispondenti all'aggregazione e stabilizzazione del cratone Indiano con il più grande continente kenorlandiano. I cratoni di Pilbara e Kaapvaal sono gli unici con dati rocciosi sopracrostali relativamente completi e datati dai 2,6 ai 2,4 Ga.
L'accrezione viene evidenziata, nelle cinture di rocce verdi del cratone di Yilgarn, dal basalto metamorfico e dai duomi granitici cresciuti intorno al nucleo del Western Gneiss Terrane, che comprende elementi fino ai 3,2 Ga di età e con alcune porzioni ancora più antiche, come ad esempio la Narryer Gneiss Terrane.

## Ubicazione
Gli scienziati hanno stabilito, in base a studi paleomagnetici, che la Kenorlandia si trovava a basse latitudini. Lo Scudo Baltico, 2,45 Ga, era sopra l'equatore, unito alla Laurentia (lo Scudo Canadese) e formava un unico blocco con i cratoni di Kola e Carelia.

## Scissione
La scissione della Kenorlandia ebbe luogo durante il tardo Neoarcheano e l'inizio del Paleoproterozoico 2,48-2,10 Ga.
I cratoni di Kola e Carelia iniziarono a separarsi intorno a 2,45 Ga: Kola, 2,4 Ga, era situato a ~15° di latitudine mentre Carelia si trovava a ~30° di latitudine. Inoltre, esami paleomagnetici mostrano che 2,45 Ga il cratone di Yilgarn non era più connesso a Fennoscandia-Laurentia ed era situato a ~70° di latitudine. Tutto ciò implica che 2,45 Ga il supercontinente non esisteva più e 2,4 Ga un oceano divideva Kola e Carelia.
Inoltre, ipotesi basate sulla disposizione spaziale dei margini di Laurentia fanno ritenere che, durante la scissione, due suoi componenti, i cratoni Slave e Superiore, non facessero parte della Kenorlandia, ma formavano due diverse masse terrestri neoarcheane ubicate ai capi opposti del supercontinente. Oggi, i cratoni Slave e Superiore formano, rispettivamente, la parte nord-occidentale e sud-orientale dello Scudo canadese.
La scissione della Kenorlandia fu contemporanea alla glaciazione del secondo periodo dell'Archeano, detto uroniano, che perdurò per 60 milioni di anni. I banded iron bed (BIF) ebbero la massima estensione proprio in questo periodo, segno di un notevole incremento di ossigeno nell'atmosfera, passato dallo 0,1% all'1%. L'aumento dei livelli di ossigeno causò la virtuale scomparsa del gas serra metano (ossidato in anidride carbonica e acqua). La contemporanea scissione della Kenorlandia provocò un diffuso aumento delle precipitazioni, con conseguente aumento dell'erosione e con ulteriore riduzione dell'altro gas serra, l'anidride carbonica. Con la riduzione dei gas serra e con l'insolazione pari solo all'85% di quella attuale (all'epoca il Sole non aveva raggiunto tutta la sua intensità), si andò incontro a una delle più grandi glaciazioni mai verificatesi sul nostro pianeta, del tipo denominato Terra a palla di neve, con temperature medie sotto il punto di congelamento. Malgrado l'anossia indicata dai BIF, la fotosintesi continuò ad avere luogo, stabilizzando il clima su nuovi livelli durante la seconda parte dell'era Proterozoica.